# قراءة موجهة
القراءة الموجهة هي تعليم القراءة للمجموعات الصغيرة بشكلٍ مصمَمٍ لتوفير تعليم بمستويات متباينة، ايدعم الطلاب في تطوير إجادة القراءة. يسمح نموذج المجموعات الصغيرة بتعليم الطلاب بطريقة تهدف إلى التركيز بشكل أكبر على احتياجاتهم الخاصة، وتسريع تحسّنهم.

## مقدمة
القراءة الموجهة طريقة شائعة لتعليم القراءة، خاصة في إنجلترا وويلز، من خلال تأثير الاستراتيجية الوطنية للتثقيف (استبدلتها فيما بعد الاستراتيجية الوطنية الأساسية). تبقى القراءة الموجهة هي الممارسة الموصى بها لدى بعض السلطات، وذلك على الرغم من توقف دعم الاستراتيجية الوطنية الأساسية من وزارة التعليم في المملكة المتحدة.
في الولايات المتحدة، تعد القراءة الموجهة عنصرًا أساسيًا في تعليم القراءة والكتابة. تتضمن جلسات القراءة الموجهة مدرّسًا ومجموعة صغيرة من التلاميذ، تضم مثاليًا طفلين إلى أربعة أطفال على الرغم من أن المجموعات المكونة من خمسة أو ستة أطفال شائعة أيضًا. لكل جلسة مجموعة من الأهداف الواجب تعليمها خلال جلسة تدوم 20 دقيقة تقريبًا. بينما تتم القراءة الموجهة مع مجموعة واحدة من الأطفال، يشارك الأطفال الباقون في مهام مستقلة بهدف السماح للمعلم بالتركيز على المجموعة الصغيرة دون انقطاع. عادةً ما تكون القراءة الموجهة نشاطًا يوميًا في فصول المدارس الابتدائية في اللغة الإنجليزية والويلزية وتشمل كل طفل في الفصل على امتداد أسبوع. في الولايات المتحدة، يمكن أن تتم القراءة الموجهة على المستويين الابتدائي والمتوسط. تجتمع كل مجموعة من مجموعات القراءة الموجهة مع المعلم عدة مرات طوال أسبوع معين. يُجمع الأطفال عادة حسب قدرتهم الأكاديمية ومستويات القراءة لديهم أو احتياجاتهم الاستراتيجية/المهارية.
هناك نقص في الأبحاث حول القراءة الموجهة، لكن وجدت بعض الدراسات أنه مفيد للطلاب. في جنوب إفريقيا، تمكن مشروع القيادة لمحو الأمية من السماح لأربعة من معلمي المرحلة الأساسية بتطبيق القراءة الموجهة على طلاب مدرسة أريجوروجنغ الابتدائية. على مدار 8 أشهر، أثبتت النتائج تحسن مشاركة الطلاب وحماسهم في القراءة والكتابة (ماكومبيلا ورولند 2016). أشارت دراسة أخرى من كندا إلى أن 80% تقريبًا من بين 25 من طلاب المدارس المتوسطة الذين تلقوا القراءة الموجهة زادوا إتقانًا للقراءة (ليون وتومبسون، 2012).
على الرغم من وجود جوانب إيجابية لهذا النوع من تعليم القراءة، إلا أنه يواجه تحديين رئيسيين موجودين في كل المستويات الدراسية. بحسب آيرين فونتاس وجاي سو بينيل، «سيعمل بعض الطلاب على مهارات قراءة أساسية جدًا مثل تحليل الكلمات وفهم النصوص البسيطة» بينما يعمل آخرون على مهارات واستراتيجيات قراءة أكثر تقدمًا مع نصوص أصعب. إضافة إلى ذلك، «يحتاج جميع الطلاب إلى دعم تعليمي حتى يتمكنوا من زيادة كفاءتهم عبر مجموعة أكبر من النصوص التي تفرض عليهم تحديات متزايدة.» وبالتالي، يتطلب الأمر الكثير من التخطيط والتنظيم من جانب المعلم لتنفيذ القراءة الموجهة بنجاح، بشكلٍ يلبي احتياجات جميع الطلاب. في الوقت نفسه، فإن «هدف المعلم هو السعي لتوفير أكثر الوسائل التعليمية فعالية ومواءمة لقدرات الطالب الحالية من حيث الصعوبة. يجب أن توفر المواد تحديًا «مناسبًا تمامًا» للطلاب (لاكوينتا 2006). القراءة الموجهة هي طريقة معقدة يكون المعلمون فيها عنصرًا ضروريًا في تطوير وتنفيذ برنامج تثقيف متوازن.
من العناصر الأساسية في ورش القراءة هو اختيار النصوص؛ يجب أن يكون النص هادفًا مع مراعاة احتياجات المتعلمين. بحسب فونتاس وبينيل، لا ينبغي اختيار النصوص لتدريس إستراتيجية محددة، بل يجب أن تكون النصوص عالية الجودة بحيث يمكن للطلاب تطبيق مجموعة واسعة من استراتيجيات فهم القراءة خلال قراءتها. يقدم نص واحد العديد من الفرص للتعلم، لكن عليك أن تقرر كيفية التوسط في النص لتوجيه تعلم طلابك. (فونتاس وبينل).